# 黒バイ
黒バイ（くろバイ）は、日本の警察車両の一種で、交通取締用自動二輪車である白バイに対して交番で使用されているパトロール用小型自動二輪車全般を指す呼称として使われることもあったが、2002年に和歌山県警察が白バイの覆面車両として導入した交通取締用バイクが「黒バイ」と呼称されるようになってからは黒バイという俗称が覆面白バイのみを指す用途で使われることも増えている。
本稿では交番のパトロール用オートバイと、和歌山県警察などが覆面車両として使用している“黒バイ”について述べる。このほかに、皇宮警察本部で使用されている車両も黒バイと呼ばれるものが存在する。

## 巡回用オートバイ

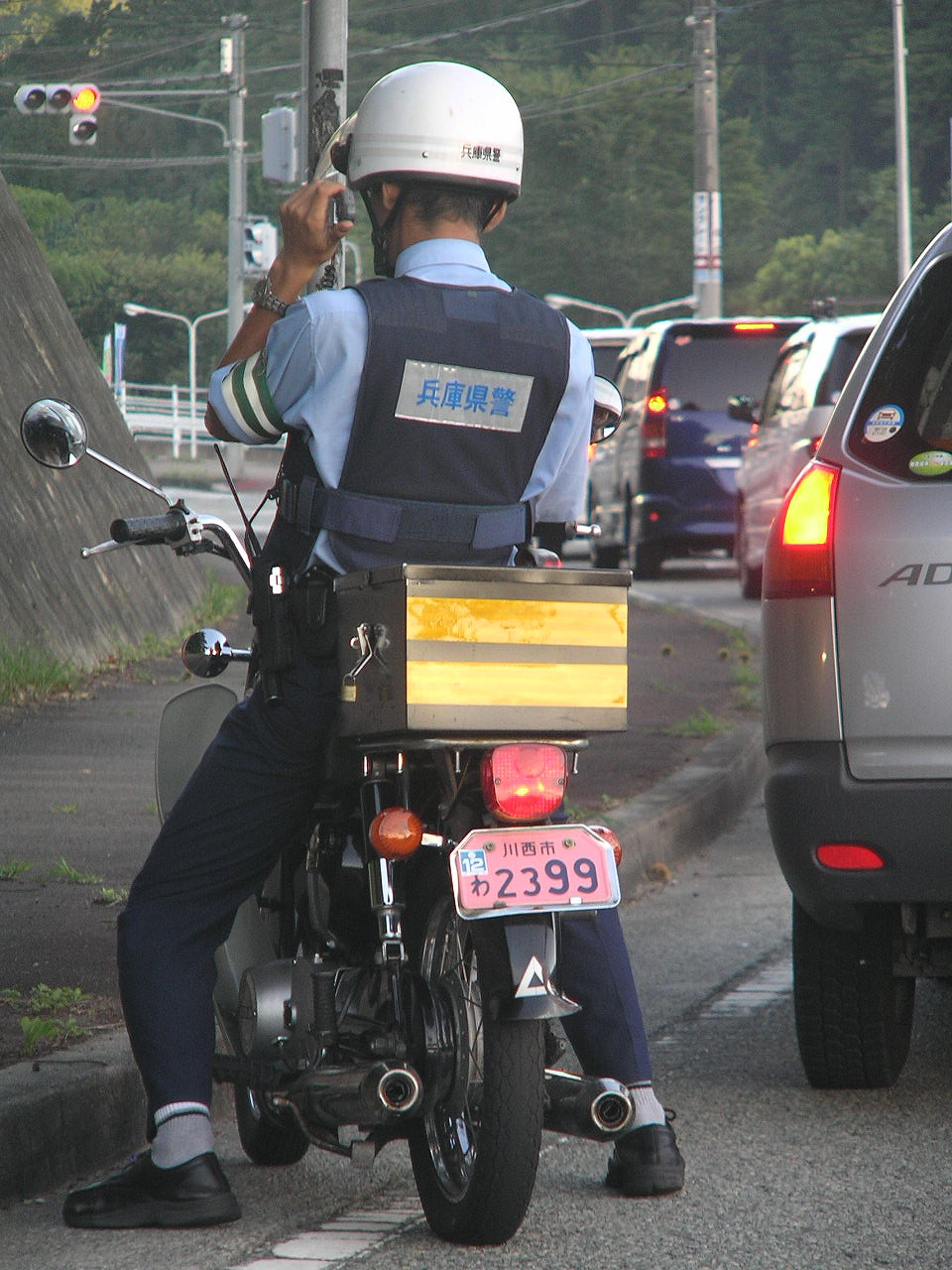
パトロール用小型自動二輪車　スズキ・K125

交番用のオートバイは、「ビジバイ」（ビジネスバイクを使用から由来）などの別の俗称がある。採用されている車種は主にスズキ・K90やホンダ・CD90などで、2005年頃からはホンダ・スーパーカブなど、黒色以外にもグレー色などのオートバイも使用され始めている。後部に書類箱が装備されている。従来は脱着可能で簡易盾にも変身するウインドシールドが装備されていたが、いつの間にか廃止された。
なお近年では、スズキ・アドレスV125やホンダ・リード110など「白いスクーター」を採用するケースも見られる。ビジネスバイクが主に採用されているが、ビジネスバイクのカテゴリに含まれない特定二輪車であるヤマハ・トリシティ125を採用している都道府県警察（大阪府警、神奈川県警）も存在する。
様々なパトロールシーンに対応するため125ccクラスの小型自動二輪車が多いが、50ccの原動機付自転車もある。緊急自動車ではないのでサイレンは装備されていないが、車両に停止命令を発することは警察官として可能なので、後方からクラクションや笛を鳴らし、手で“左に寄せて止まれ”の合図を送る。

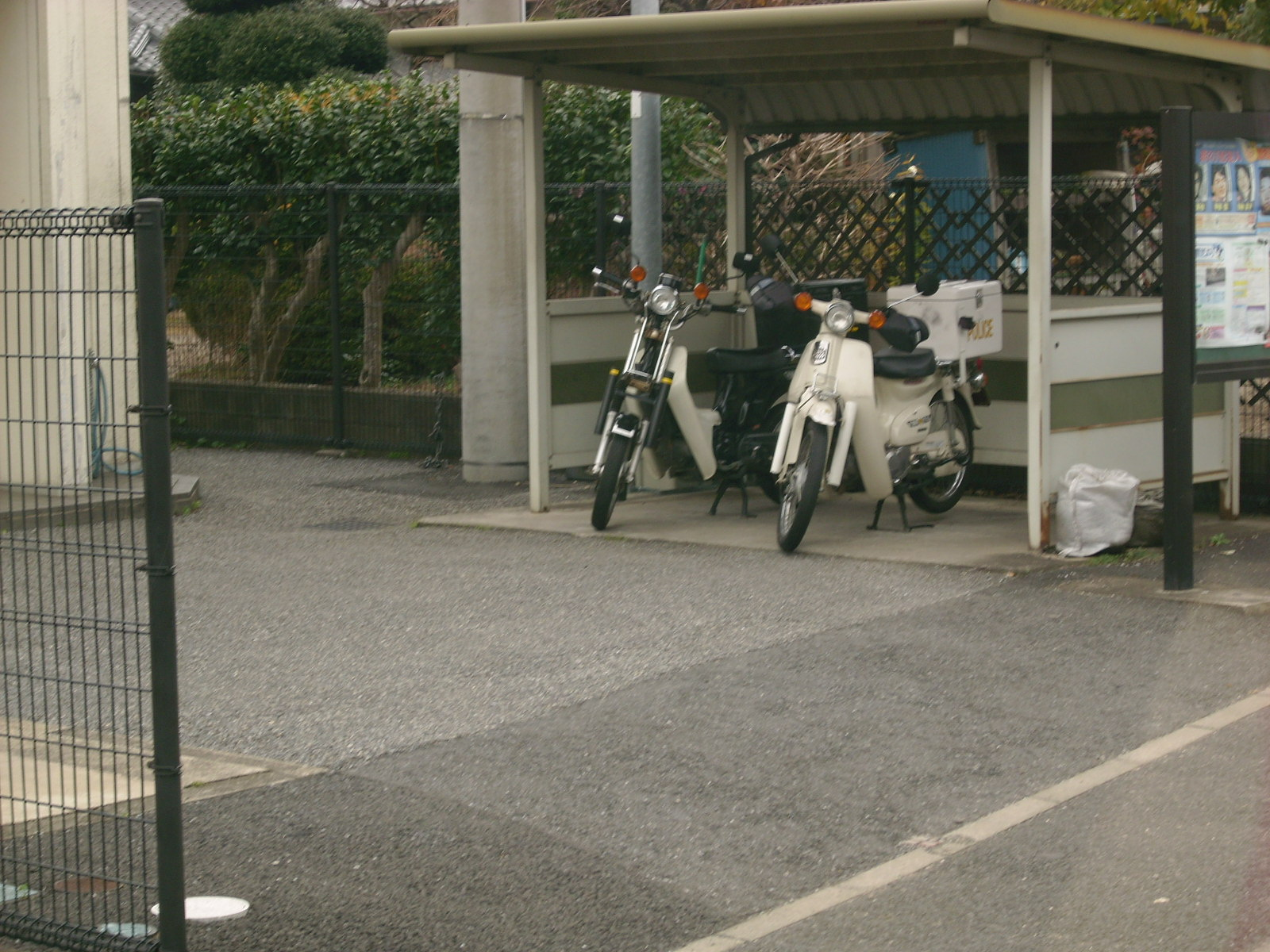
千葉県警の交番用のオートバイ　スズキ・バーディー90（左）とホンダ･スーパーカブC90（右）
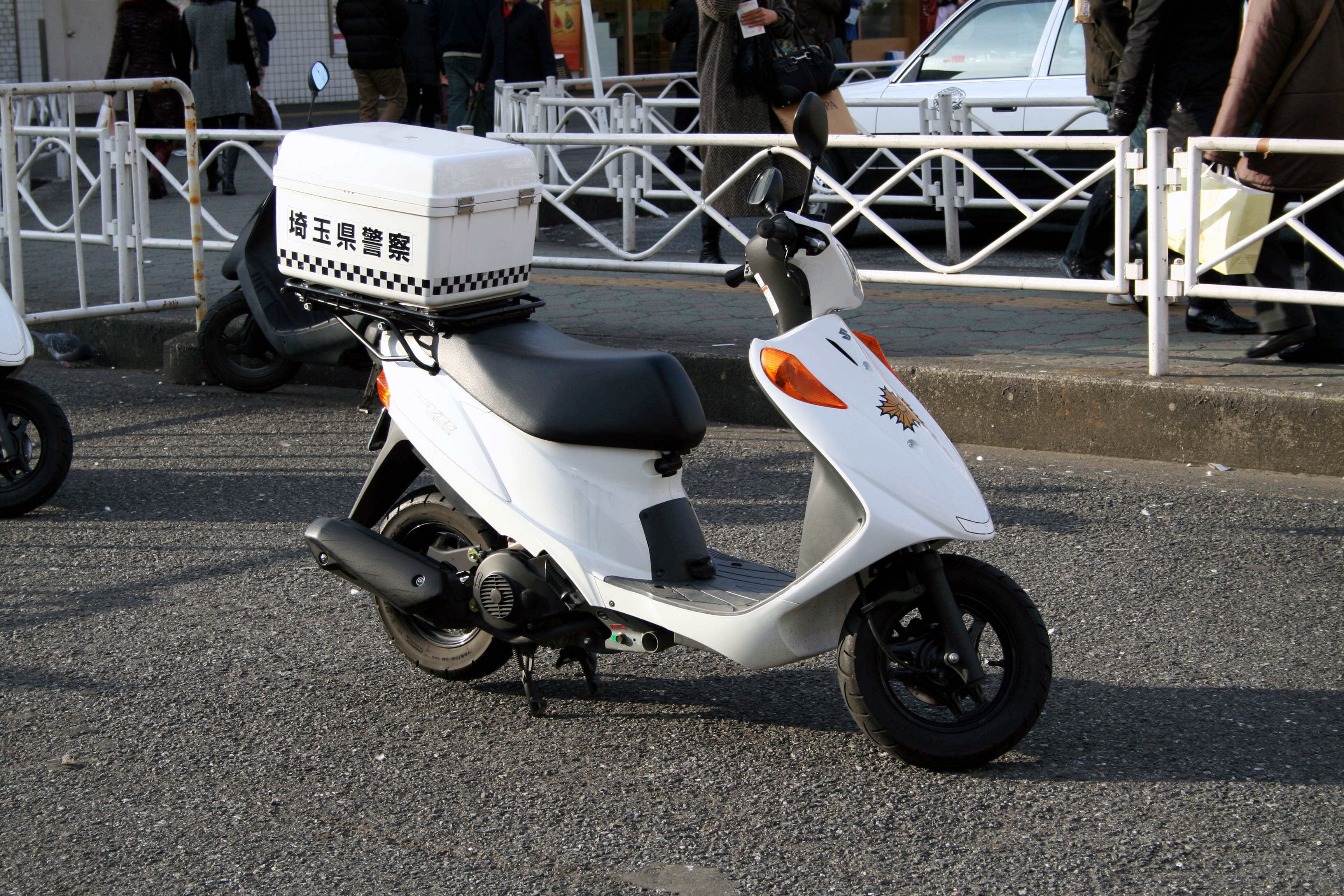
埼玉県警の交番用オートバイ スズキ・アドレス V125
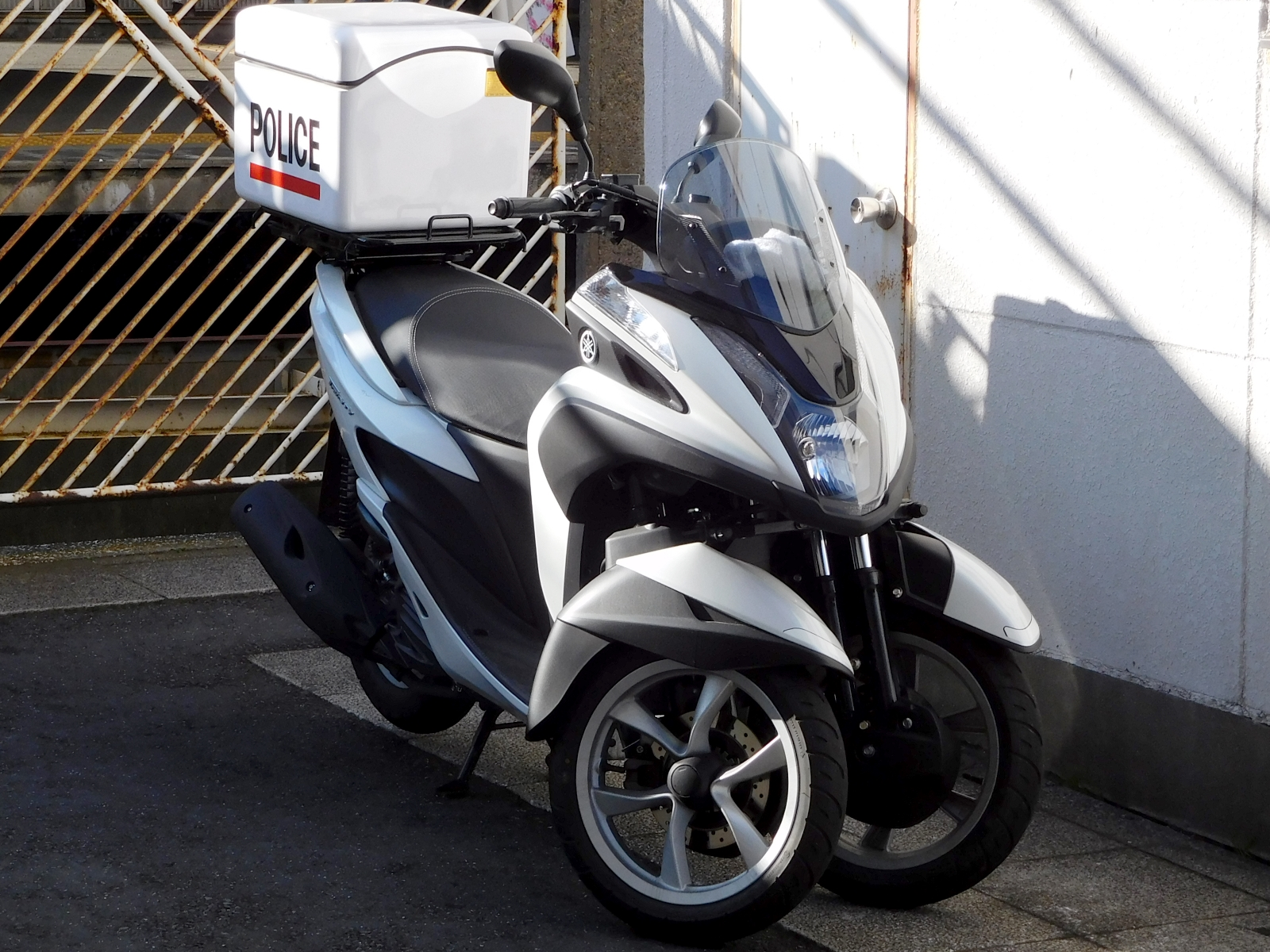
神奈川県警の交番用のオートバイ ヤマハ・トリシティ125

## 覆面車両

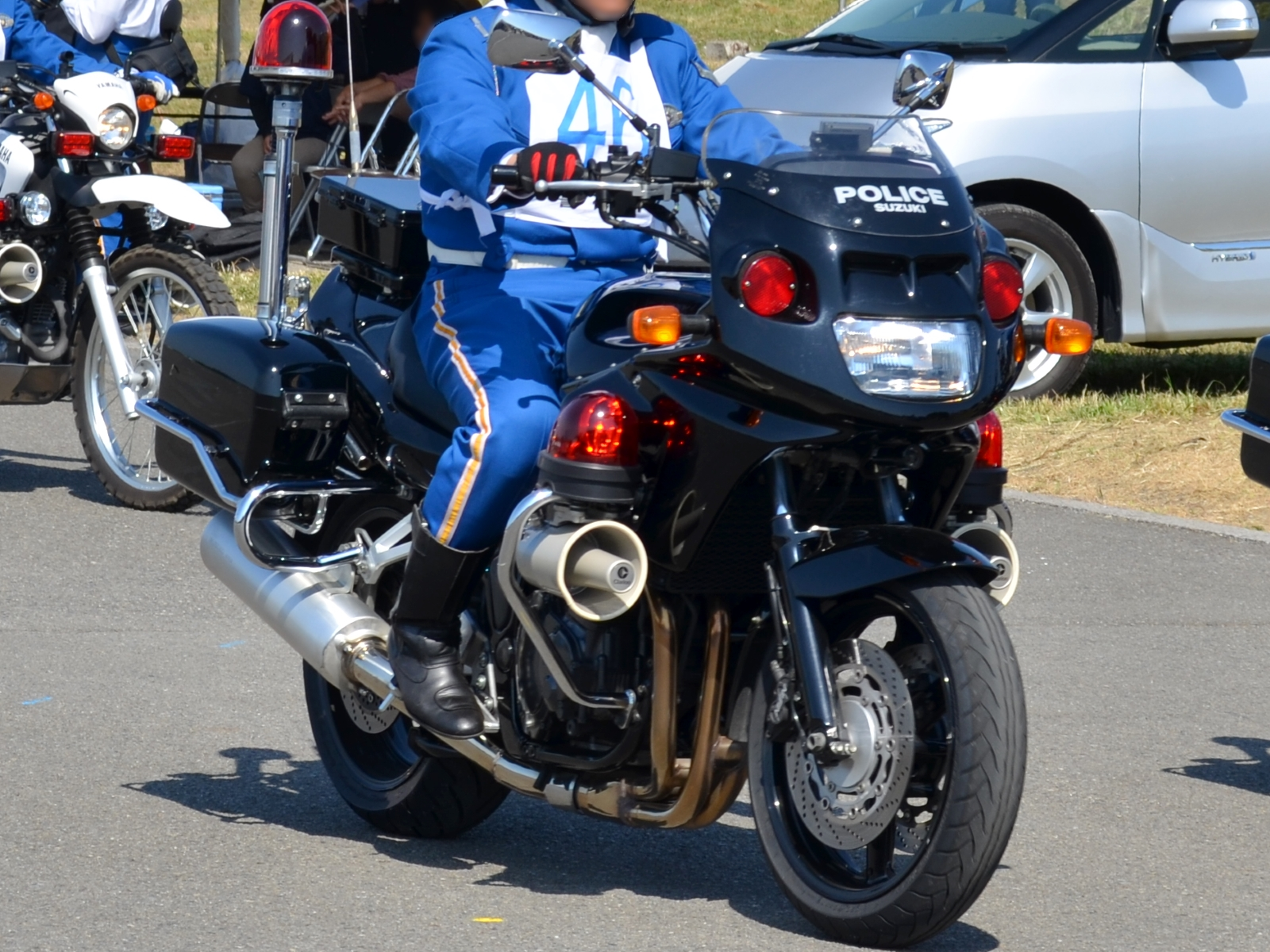
警視庁の黒バイ（GSF1200P）

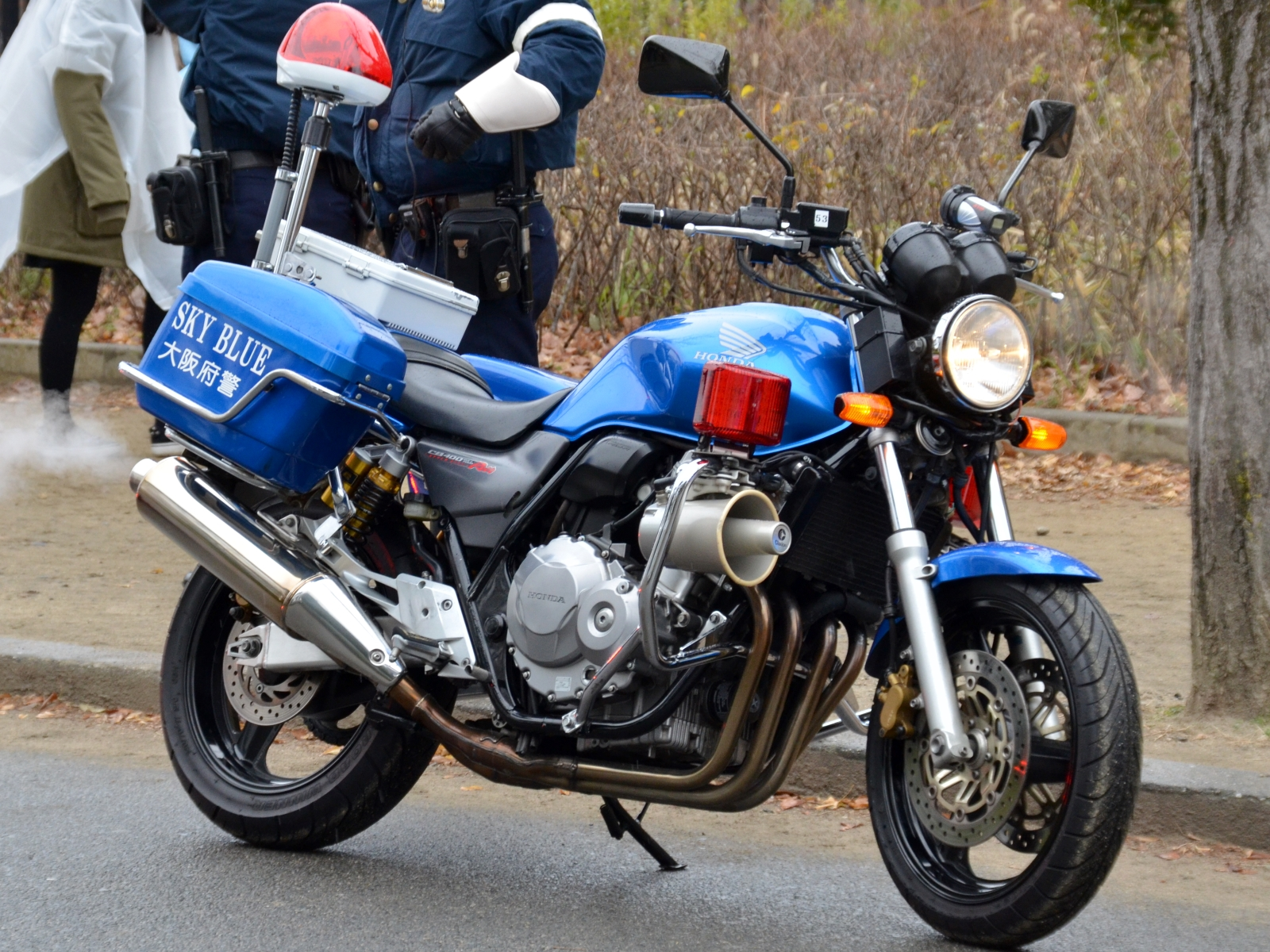
大阪府警スカイブルー隊の青バイ（CB400スーパーフォア）

覆面車両のオートバイは和歌山県警察、青森県警察、警視庁、宮城県警察が黒バイとして採用している。大阪府警察スカイブルー隊では青色の車両を採用している（青バイ）。

### 和歌山県警“黒豹”
黒バイは和歌山県警察本部暴走族対策室が2002年2月に、暴走族の取り締まりに向け全国で初めて投入した。黒豹と名づけた黒塗りの暴走族対策専用覆面オートバイ（私用概態警邏車）は、導入した翌月のゴールデンウィーク中には和歌山県警管轄下で58人の暴走族構成員を検挙した。この検挙者数は2001年実績の2倍強となり、黒バイの活躍が大きく貢献したともいわれている。これを受け警視庁をはじめとする一部の府県警察にも黒バイ隊が編成された。取り締まりは隊長の覆面パトカーと3台の黒バイで行う。覆面パトカーに乗る隊長が全ての指示を行う。

#### 特殊装備
- 採証用カメラ類

車両の前部分には夜間、雨天でも撮影が可能な超小型の全天候型高性能ビデオカメラと、証拠を収めるためのスチルカメラを搭載。撮影された映像は、後日の検挙に役立てられる。
- 採証液発射装置アトラス

防犯カラーボールに充填されているのと同じ特殊な染料液を飛ばすことができる。飛距離は15 - 20mほど。また、一緒に活動する覆面車両には、マーキングをするための小さなライフル銃のような着色球発射機（アメリカのペイントボールガン相当と思われる）を搭載している。またペイント弾だと思われる。
- 警棒

ハンドル上部に木製の警棒を取り付けている。取り付けは専用のマウントにマジックテープで着けており、有事には速やかに使用できるように配慮してある。
- 乗車服

上半身は通常の二輪乗車服とは違い黒色系の目立たない二輪用ジャケットを着用している。下半身は黒色系のスラックスもしくはジーンズ、冬季には（灰色の側線つきの）二輪乗車服を着用する場合もある。靴は通常の二輪乗車靴を着用している。ヘルメットは通常のオープンフェイスではなく、顎の部分から開閉するフルフェイスを着用、なお無線用のマイク・スピーカは通常と同様に装備されている。

#### 銀虎
和歌山県警では、ホンダ・ホーネットを追加配備し、車体色が銀色（フォースシルバーメタリック）であるから、通称「銀虎」と呼ばれている。250ccの機動力を活かして、大型二輪車では追跡が難しい、狭い路地などの追跡を行っている。ヘッドライト横に、4つの発射口を持つインパクトトレーサー（マーキングボール発射銃）を備える。

### 白バイとの仕様の違い
VFR800やGSF1200など各社の白バイモデルをベースに車体色だけを変更したものや、一部装備の仕様が暴走車両追跡特化のため異なるものが存在する。フロントカウルなどに採証用録画カメラや塗料噴射装置などが据付されている。車体後方の赤色回転灯は通常仕様の他に、低い位置にマウントされ被追跡車両から視認しにくくなっている仕様が存在する。警視庁ではホンダ車のほかに前述のヤマハFZ750P、スズキGSF1200Pの黒バイ仕様も存在する。宮城県警のように250ccクラスのスクーターを導入する場合もある。少なくともホンダのラインナップには黒バイ仕様は存在せず広報部も生産していないと明言しており、自家塗装、自家改造にて対応している模様（警察のため関連情報は非公開）。